# 石抹仲温
石抹仲温（12世纪？—1219年），金朝末期将领，本名老斡，契丹族，石抹氏，懿州（今辽宁阜新市北）胡土虎猛安人。
石抹仲温早年为护卫十人长、太子仆正。升任同知武宁军节度使事、宿直将军、器物局使。因为造马鞍亏缺，金章宗宽赦其罪，让他改任左卫将军，后来担任左副点检。明昌五年（1194年），充国信使，至南宋贺宋宁宗即位。承安元年（1196年），因征讨契丹起事不力，降为蔡州防御使。之后召为左副点检，升任知臨洮府事，驻临洮（今甘肃临洮县），与知临洮府事朮虎高琪等防备巩州（今甘肃陇西县）诸镇。泰和六年（1206年），为抗击宋军開禧北伐，招徕吐蕃将领青宜可内附，因功进爵二级。十月，为臨洮路兵马都总管，以陇右五千步骑出盐川（今甘肃漳县北，一说今陕西定边县），与陕西兵马都统副使完颜承裕合兵，击败宋军。泰和八年（1208年），罢兵，改知河中府（今山西永济市西蒲州镇）。崇庆元年（1212年），升任陕西统军使。金宣宗贞祐二年（1214年），击退宋军对秦州（今甘肃天水市）的进攻。之后充本路安抚使，改任镇南军节度使。后在镇南军节度使任内致仕。兴定二年（1218年），蒙古大军南下，时局动荡，奉召至登贤门，议论朝政得失。次年，在家中去世。